# Chopard
Pour les articles homonymes, voir Chopard (homonymie).
 (août 2018).
Chopard est une entreprise suisse d’horlogerie de luxe, joaillerie et accessoires fondée en 1860 par Louis-Ulysse Chopard (en). Le fondateur se concentre initialement sur la conception de montres de poche et de chronomètres de précision. Il crée une manufacture, à savoir une maison horlogère dont les montres et les mouvements sont pour l’essentiel conçus et assemblés en interne. À défaut de repreneurs parmi ses héritiers, il revend en 1963 la société à Karl Scheufele III, horloger et joaillier allemand établi à Pforzheim.

## Histoire

### Louis-Ulysse Chopard
Fils de Félicien Chopard et de son épouse Henriette, Louis-Ulysse est le second d’une fratrie de quatre garçons. Homme de tradition et paysan averti, Félicien encourage ses fils à apprendre le métier d’horloger. Le jeune Louis-Ulysse Chopard comprend vite que les comptoirs tirent un très grand profit du travail des paysans qui, comme son père, passent l’hiver à commencer les mouvements des montres[pas clair]. Au printemps, les courtiers les récupèrent, les assemblent aux cadrans et aiguilles, réalisent l’emboîtage et commercialisent les montres terminées. Convaincu qu’il vaut mieux travailler pour soi, Louis-Ulysse fonde alors en 1860 sa propre manufacture, L.U.C, à Sonvilier, en Suisse, à l’âge de 24 ans.
Louis-Ulysse Chopard et ses montres produites de façon artisanale séduisent vite de nombreux clients. Ambitieux, il voit dans les marchés étrangers de belles perspectives et part prospecter en Europe de l’Est, en Russie et en Scandinavie. En 1912, il visite la Pologne, la Hongrie et les Pays-Bas avec ses meilleures créations. Les chronomètres et les montres Chopard marquent désormais le temps dans toute l’Europe, notamment à la cour du tsar Nicolas II. Louis-Ulysse Chopard a deux enfants, Paul-Louis et Ida Hélène, qui voient le jour en 1859 et 1870.[réf. nécessaire]

### Chronologie

#### De 1860 à 1937
En 1860, Louis-Ulysse Chopard fonde une manufacture horlogère de grande précision spécialisée dans les montres de poche et les chronomètres, à Sonvilier, en Suisse. La manufacture Chopard (150 employés) s’installe à Genève en 1937 et se lance dans la production de montres de qualité.

#### Années 1960
En 1963, ses fils ayant décidé de poursuivre d’autres carrières, Paul-André Chopard, petit-fils du fondateur, cède la manufacture à Karl Scheufele III, héritier de l’empire joaillier allemand Eszeha. À la tête de la société, Karl Scheufele III acquiert une expérience significative en horlogerie, contribue à la modernisation de la maison et ajoute le segment joaillier à la production horlogère de Chopard.[réf. nécessaire]

#### Années 1970
En 1974, la manufacture Chopard quitte le centre de Genève pour la dynamique commune de Meyrin, dans le canton de Genève. Un déménagement qui marque le début de la production de montres pour femmes et de montres-bijoux. L'année 1976 voit le lancement de la collection Happy Diamonds et de la première montre Happy Diamonds. Les montres de cette collection se caractérisent pour présenter des diamants mobiles qui flottent entre deux glaces saphir.

#### Années 1980
Au début des années 1980, la marque Chopard lance une ligne de montres sport avec bracelet en cuir. La collection horlogère Happy Diamonds s’enrichit de créations joaillières. Cette décennie est marquée également par les ouvertures des premières boutiques Chopard à Hong Kong, Genève et Vienne.
En 1985, les enfants de Karl Scheufele, Karl-Friedrich (en) et Caroline Scheufele, sont nommés vice-présidents et forment le nouveau duo à la tête du groupe Chopard.
L'année 1988 marque la naissance du partenariat entre Chopard et la course automobile des Mille Miglia, courue en Italie, à laquelle la manufacture rend hommage en créant la collection de montres de sport 1000 Miglia. Depuis, Chopard crée une édition spéciale Mille Miglia chaque année.

#### Années 1990
En 1993, la collection Happy Sport voit le jour.
En 1996, la société fonde une manufacture de haute horlogerie à Fleurier, dans le canton de Neuchâtel en Suisse, vouée à la production de mouvements L.U.C mécaniques. Après des années de recherche et développement, le premier mouvement de manufacture Chopard de la fin du XXe siècle voit le jour, le calibre 1.96.
En 1998 Chopard devient le fournisseur exclusif de la Palme D'Or du festival du film de Cannes.  Celle ci est constituée de 118gr d or pur sur un socle de cristal de roche . 

#### Années 2000
En 2001, le monde de l’horlogerie accueille la montre Chopard L.U.C Tonneau, pourvue du tout premier mouvement automatique de forme à microrotor décentré. L’année suivante, le concept Golden Diamonds vient compléter la gamme joaillière.
En 2002, Chopard devient le chronomètre officiel du Grand Prix de Monaco Historique, course automobile classique qui se court à Monte-Carlo. Cette même année voit le lancement de la collection horlogère Elton John pour le compte de la Elton John AIDS Foundation (en).

#### Depuis 2010
En 2010, la marque célèbre son cent-cinquantième anniversaire par la présentation de collections anniversaire : Animal World, 150 pièces de haute joaillerie d’inspiration animalière, ainsi que quatre nouveaux modèles L.U.C alimentés par quatre nouveaux calibres de manufacture, L.U.C Engine One Tourbillon, L.U.C Tribute to Louis-Ulysse Chopard, L.U.C 1937 et L.U.C All in One.
Jusqu'à 2014, Chopard possède 140 boutiques et 1500 points de vente.

## Sites de production et de vente
Le groupe possède des sites de production à Meyrin, Fleurier et Pforzheim, où montres, bijoux, mouvements automatiques et autres éléments clés sont fabriqués.
C’est à Meyrin que Chopard fabrique ses alliages en or et ses bracelets. Si Pforzheim est le centre joaillier, Fleurier est le site de production des montres L.U.C haut de gamme.
Chopard a ouvert sa première boutique à Vienne en 1989. En janvier 2018, Chopard ouvre une boutique dans la station de ski suisse de Saint-Moritz.